# Burraneer
Burraneer ist ein Vorort im Süden von Sydney im Bundesstaat New South Wales, Australien. Burraneer liegt 26 Kilometer südlich des Zentrums von Sydney im Verwaltungsgebiet des Sutherland Shire. Bei der Volkszählung 2021 lebten 3719 Menschen in Burraneer.

## Geographie
Burraneer liegt auf der Halbinsel Burraneer Point an der Nordküste der Mündung von Port Hacking. Die Burraneer Bay bildet die westliche Grenze, die Gunnamatta Bay die östliche Grenze. Woolooware im Norden ist der einzige angrenzende Vorort. Cronulla liegt gegenüber der Gunnamatta Bay. Die Vororte Dolans Bay, Port Hacking und Caringbah South befinden sich auf der anderen Seite der Burraneer Bay. Die Dörfer Maianbar und Bundeena liegen am gegenüberliegenden Ufer von Port Hacking.
Burraneer ist überwiegend Wohngebiet, das hauptsächlich aus großen Familienhäusern besteht, von denen einige einen weiten Blick auf Port Hacking bieten.

## Geschichte
Der Name Burraneer Bay wurde 1827 von dem Landvermesser Robert Dixon als Burranear Bay aufgezeichnet. Dixon wählte für viele Buchten in der Region Aborigine-Namen. Es wird allgemein angenommen, dass der Name „Punkt der Bucht“ bedeutet, was vermutlich auf eine Überinterpretation eines Berichts von Richard Hill aus dem Jahr 1890 zurückzuführen ist.
Im Jahr 1858 zahlten Mary und Andrew Webster 108 Pfund und 15 Schillinge sowie eine jährliche Quittenmiete in Form von Pfefferkörnern für ihr Land hier. Die Websters verkauften ihr Land 1863 an Dominick Dolan. James Wilson kaufte 1862 sein Grundstück von 252 Acres (etwa 102 Hektar) für 252 Pfund. 1866 verkaufte er sein Land an Thomas Holt (1811–1888), der es seinem riesigen Anwesen von 12.000 Acres (etwa 4856 Hektar) hinzufügte, das sich von Sutherland bis nach Cronulla erstreckte.

## Bevölkerung
Laut der Volkszählung 2021 gab es in Burraneer 3719 Einwohner. 85,2 % der Menschen wurden in Australien geboren. Die häufigsten anderen Geburtsländer waren England 3,0 %, Neuseeland 1,2 %, Italien 0,9 %, Griechenland 0,4 % und die Vereinigten Staaten von Amerika 0,4 %. 90,1 % der Menschen sprachen zu Hause nur Englisch. Die häufigsten Antworten für Religion in Burraneer waren Katholik 35,5 %, Keine Religion 29,2 %, Anglikaner 18,9 %, Ostorthodox 4,4 % und Vereinte Kirche 2,6 %. Das durchschnittliche wöchentliche Haushaltseinkommen in Burraneer betrug 3490 US-Dollar und lag damit deutlich über dem Durchschnitt von 1829 US-Dollar in New South Wales.